# Lukemi
Lukemi est une commune de la ville de Kikwit en république démocratique du Congo.